# 9654 Seitennokai
9654 Seitennokai eller 1996 AQ2 är en asteroid i huvudbältet som upptäcktes den 13 januari 1996 av den japanska astronomen Takao Kobayashi vid Ōizumi-observatoriet. Den är uppkallad efter den astronomiska föreningen Seitennokai.
Asteroiden har en diameter på ungefär 2 kilometer.